# Initiative Arzneimittel für Kinder
Träger der Initiative Arzneimittel für Kinder e. V. (IKAM) sind Mitglieder aus der Arzneimittelindustrie, der Apothekerschaft, der Forschung sowie der Bundesverband der Arzneimittel-Hersteller. Unterstützt wird die Vereinsarbeit von einem wissenschaftlichen Beirat, dem verschiedene Experten angehören. Die Initiative hat ihren Sitz in Bonn-Bad Godesberg (Ortsteil Plittersdorf).

## Ziele
Die Initiative Arzneimittel für Kinder hat sich folgende Ziele gesetzt:
- Schaffung von Bewusstsein für das Thema Kinderarzneimittel[1]
- Verbesserung der gesundheitspolitischen Rahmenbedingungen für die Entwicklung von Arzneimitteln für Kinder[2]
- Vernetzung von Partnern, die sich im Bereich Kinderarzneimittel engagieren
- Abgabe von Empfehlungen für Fachkreise und Patienten
- Kontaktvermittlung zu Forschern
- Entwicklung von Strategien und Ableitung von Projekten zur Verbesserung der Arzneimittel-Sicherheit[3] bei Kindern:
  - Untersuchung der Wirksamkeit und Sicherheit von Arzneimitteln mit patentgeschützten/nicht mehr patentgeschützten Wirkstoffen
  - Entwicklung kindgerechter Darreichungsformen[4]
  - Erfassung und systematische Auswertung vorhandener empirischer Daten zur Anwendung von Arzneimitteln bei Kindern außerhalb der zugelassenen Merkmale (Off-Label-Use)
- Ansprechpartner sein für Mitglieder, Industrie und Politik

Die Ziele, die sich Initiative gesetzt hat, resultieren aus einer Reihe von Problemen bei der Anwendung von Kinderarzneimitteln, die bereits seit langem bekannt sind. Lösungen für diese Probleme sind nur schwer durch einzelne Interessengruppen oder Beteiligte zu lösen, sondern erfordern ein gemeinsames Vorgehen. Deshalb ist auch eines der Ziele der Initiative, die Kooperation möglichst vieler Interessengruppen zu fördern und durch Vernetzung einzelner Organisationen die Grundlage für ein gemeinsames Arbeiten an den identifizierten Problemen zu schaffen.
Der Verein pflegt eine Website, wo relevante Fragen des Gebietes beantwortet werden und die sich an Ärzte, Apotheker sowie Eltern richtet.
Auch die Politik beschäftigt sich mit diesen Problemen. So waren die Kinderarzneimittel zuletzt am 12. März 2014 Thema im Gesundheitsausschuss des Bundestages. Hierbei kam besonders der Bericht der EU-Kommission zum Thema Kinderarzneimittel in Europa an das Europäische Parlament und den Rat zur Sprache, der im Juni 2013 vorgelegt wurde. Der Bericht basiert auf einer Reihe neuer Vorgaben durch die Verordnung (EG) Nr. 1901/2006 über Kinderarzneimittel.
Der Bericht der Kommission kommt zu dem Schluss, dass vieles besser hätte laufen können. Es steht allerdings außer Frage, dass die pädiatrische Forschung mehr und mehr integraler Bestandteil der Arzneimittelforschung geworden ist. Es wäre jedoch verfrüht, zu diesem Zeitpunkt bereits endgültige Ergebnisse zu erwarten. Die positiven Auswirkungen der Verordnung aus dem Jahr 2007 werden sich erst im Verlauf der kommenden Jahre zeigen. Darüber hinaus hat diese Zwischenanalyse erste Schwächen und unnötige Hürden der Verordnung aufgezeigt. Diese sollen engmaschig überwacht und in naher Zukunft gemeinsam mit der EMA hinsichtlich der Umsetzung der Verordnung diskutiert werden.

## International
IKAM bemüht sich, Kontakte zu den pädiatrischen Initiativen und Netzwerken auf Europäischer Ebene zu knüpfen.
- Seit 2007 gibt es eine europäische Verordnung Verordnung (EG) Nr. 1901/2006 über Kinderarzneimittel, die eine Verbesserung der verfügbaren Kinderarzneimittel in ganz Europa zum Ziel hat. Wie bereits oben beschrieben, werden die Absichten dieser Verordnung nicht vollständig als erfolgreich bewertet. Wie der Bericht der EU-Kommission darlegt, liegt dies auch an der mangelnden Unterstützung einzelner Projekte durch die Mitgliedstaaten.
- Die amerikanische Zulassungsbehörde für Arzneimittel Food and Drug Administration – FDA – hat schon lange ein eigenes Programm, das die besondere Entwicklung von Arzneimitteln für Kinder fördert und fordert[8].
- Die Weltgesundheitsorganisation – WHO – greift in ihren Arbeitsprogrammen ebenfalls das Thema der Verfügbarkeit adäquater Kinderarzneimittel auf, hier geht sie auch besonders auf die Entwicklung von kindgerechten Darreichungsformen, Make Medicines Child Size, ein[9]